# BBC National Programme
BBC National Programme a fost un post de radiodifuziune britanic care a emis în perioada 9 martie 1930 (când a înlocuit postul de radio 5XX, operat anterior de BBC) – 1 septembrie 1939 (când a fost absorbit de BBC Home Service), cu două zile înainte de izbucnirea celui de-al Doilea Război Mondial.

## Înființare
Atunci când British Broadcasting Company (naționalizată mai târziu sub denumirea British Broadcasting Corporation) a început să emită pe 14 noiembrie 1922, nu exista o tehnologie pentru acoperirea națională și pentru transmitere între emițătoare – puterea emițătoarelor regionale era în general de 1 kilowatt (kW).
De la 9 iulie 1924, cu toate acestea, compania a început să experimenteze emisiuni pe unde lungi de mai mare putere de la sediul companiei Marconi de lângă Chelmsford (Essex), folosind indicativul de apel 5XX. Experimentele s-au dovedit de succes și pe 27 iulie 1925 emițătorul pe unde lungi de la Chelmsford a fost relocat într-o zonă mai centrală de pe dealul Borough de lângă Daventry (Northamptonshire). Această mutare a oferit o difuzare națională a programelor provenite de la Londra, deși difuzarea a rămas oarecum experimentală și a fost suplimentară difuzării emisiunilor realizate de posturile locale ale BBC , inclusiv 2LO, principalul post din Londra.
Prin combinarea resurselor posturilor locale într-o singură stație regională în fiecare zonă, cu un serviciu de susținere de la Londra, BBC a sperat să crească calitatea programelor și în același timp să centralizeze conducerea posturilor de radio. Această acțiune de centralizare a fost cunoscută sub numele The Regional Scheme și a dus în cele din urmă la extinderea treptată în cursul anilor 1930 a unui post separat BBC Regional Programme.
Posturile locale au fost treptat transformate în relee regionale sau închise în întregime și înlocuite cu Regional Programme, care avea emițătoare de mai mare putere. Unele studiouri locale au fost păstrate pentru a oferi programe specifice fiecărei regiuni. Cele mai multe emițătoare au transmis programele BBC National Programme pe o frecvență locală pentru a suplimenta emisiunile pe unde lungi ale postului 5XX. Inițial emisiunile acestuia erau pe trei frecvențe separate, cu scopul de a reduce la minimum interferențele, dar în 1939, ca urmare a extinderii rețelei Regional Programme, cele trei emițătoare pe unde medii ale postului National Programme – la Brookmans Park (pentru Londra și Sud-Est), Moorside Edge (pentru Nord) și Westerglen (pentru Scoția Centrală) – au folosit toate frecvența de 1149 kHz.

## Ore de emisie
Orele de emisie ale BBC National Programme au fost de la 10.15 dimineața până la miezul nopții de luni până sâmbătă, în timp ce duminica emisia începea la ora 3.00 pm; cu toate acestea, emisia de duminică a fost extinsă la mijlocul anilor 1930 de la ora 10.30. 

## Închidere
La izbucnirea celui de-al Doilea Război Mondial, BBC a închis posturile naționale și regionale și le-a înlocuit cu un singur canal, cunoscut sub numele de BBC Home Service. Principala rețea de emițătoare a fost sincronizată doar între două grupuri, folosind frecvențe de 668 și 767 kHz, emisiunea pe ambele frecvențe putând fi oprită în timpul raidurilor aeriene pentru a preveni utilizarea semnalelor sale ca balize de navigație (ascultătorilor cerându-li-se să se racordeze în cazul unui astfel de eveniment la o frecvență cu putere scăzută de 1474 kHz).
Pe 29 iulie 1945, la 12 săptămâni ale Zilei Victoriei, BBC a reactivat posturile regionale, dar a păstrat numele de „BBC Home Service”. La aceeași dată a fost lansat BBC Light Programme, preluând funcția de canal de divertisment al BBC Forces Programme (care a început să emită în 1940), precum și frecvența pe unde lungi de 200 kHz longwave care a fost utilizată înainte de război de BBC National Programme.